# Michael Lindsay-Hogg
Michael Lindsay-Hogg (New York, 5 maggio 1940) è un regista statunitense.
Oltre alla cinematografia, si è dedicato alla regia teatrale e televisiva e alla direzione di video promozionali per gruppi musicali.

## Biografia

### Primi anni

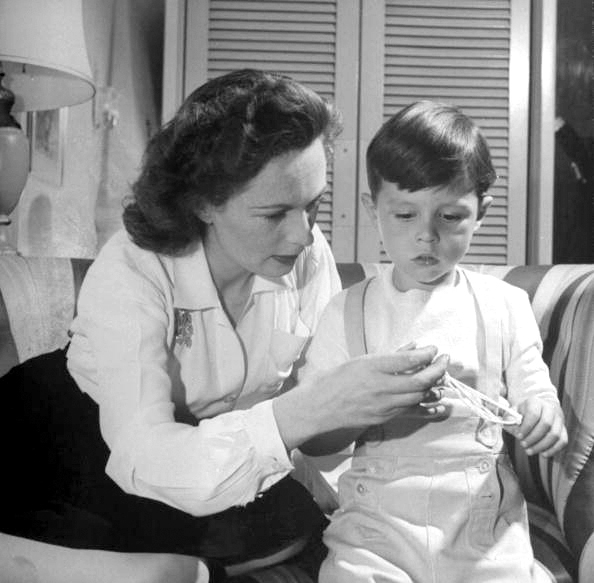
Lindsay-Hogg da bambino con la madre, l'attrice Geraldine Fitzgerald (1944)

Michael Lindsay-Hogg è figlio dell'attrice Geraldine Fitzgerald, sposata con Sir Edward Lindsay-Hogg il quale, tre anni dopo la nascita del figlio, abbandonò la famiglia e l'America per trasferirsi in Europa. Ottenuto il divorzio, la madre si risposò con l'uomo d'affari Stuart Scheftel con cui ebbe un'altra figlia, Susan.

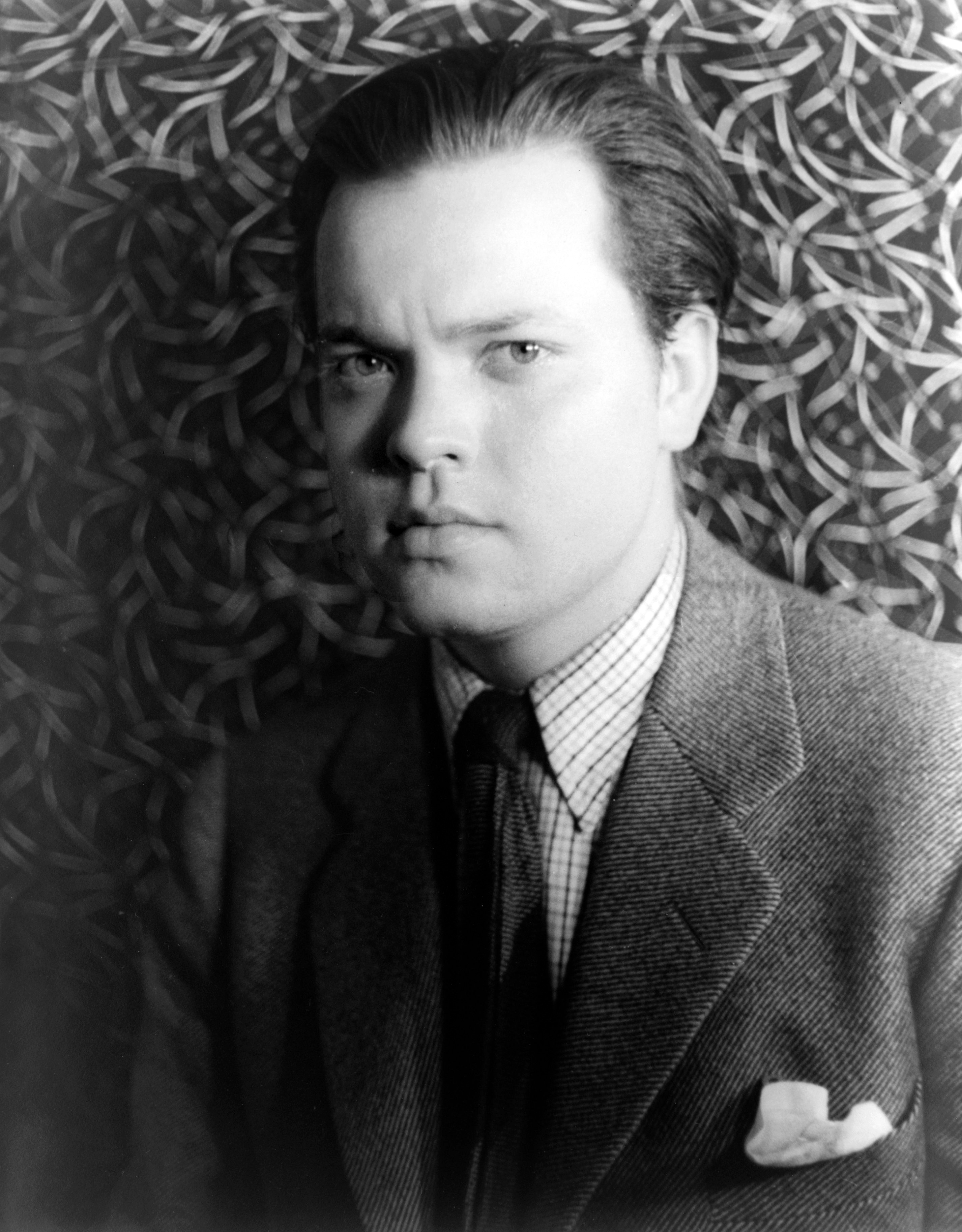
Orson Welles, 1937

Pare che il regista sia il figlio naturale di Orson Welles, frutto di una relazione extraconiugale fra la Fitzgerald e l'attore, che durò diversi mesi durante i quali la donna visse con Welles a Beverly Hills portando avanti la sua gravidanza, mentre il marito viveva a New York. La somiglianza fisica e il comportamento affabile e paterno di Welles confermano questa teoria, anche se il test del DNA condotto per accertarne la veridicità non ha dato risultati essendosi svolto secondo una prassi impropria.
A quindici anni, Michael venne a contatto col mondo del teatro durante le prove – dirette da Welles – della tragedia shakespeariana King Lear, in cui la madre impersonava Gonerilla; e decise l'anno successivo di lasciare la scuola per dedicarsi al teatro, sostenuto in questa decisione dal patrigno. Fu sul palco assieme a Orson Welles al Gaiety Theatre di Dublino e poi, su appoggio dell'attore, lavorò come assistente in un lavoro teatrale in cui figurava Laurence Olivier. In particolare la sua adolescenza, i suoi primi sospetti e il rapporto complesso e delicato con il padre naturale sono oggetto dell'autobiografia Luck and Circumstance.

### Carriera

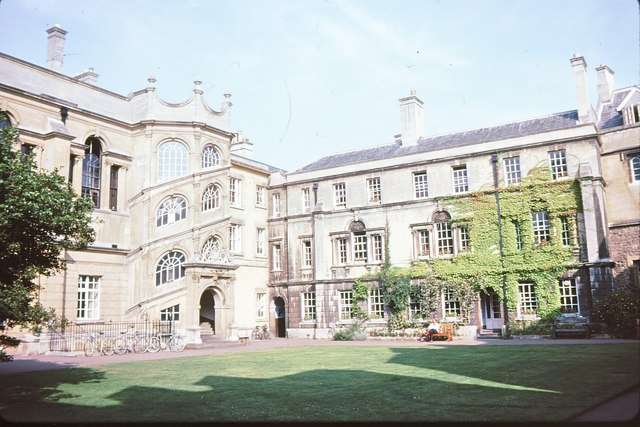
Hertford College Oxford, location di Brideshead Revisited

Dopo aver esordito in teatro come attore, Lindsay-Hogg passò alla televisione dirigendo a metà degli anni sessanta il programma settimanale Ready, Steady, Go!, a cui diverse volte parteciparono i Beatles. Fu perciò incaricato dal gruppo musicale di realizzare dei filmati per il lancio di alcuni dischi. Il primo fu relativo a Paperback Writer/Rain, a cui seguirono i video di Hey Jude e Revolution, effettuati negli studi di Twickenham nel settembre del 1968 e il "Rooftop Concert", che rimase immortalato nel documentario Let It Be, opera premiata con l'Oscar per la Miglior Colonna Sonora Originale. Dopo lo scioglimento del quartetto, fu sua la direzione nel 1978 del promo London Town con i Wings. Lindsay-Hogg si occupò anche dei video di altri artisti rock: fra di essi i Rolling Stones per i quali diresse i promo a partire da Jumpin' Jack Flash e The Rolling Stones Rock and Roll Circus. Per il resto, si è dedicato principalmente alla regia di serie TV e film TV, dirigendo attori di fama fra i quali Geraldine Page, James Mason, Melina Merkouri, Jeremy Irons, Laurence Olivier e Andie MacDowell. Il suo maggior successo è costituito dalla serie TV Brideshead Revisited, che nel 1982 è stato insignito di sette premi BAFTA TV e del Premio Emmy, e l'anno seguente ha vinto un Golden Globe. 
Nel 2016 è stato protagonista – insieme al disegnatore e autore italiano Glauco Della Sciucca – della mostra "State of Minds", che si è tenuta a Londra. Insieme a Glauco Della Sciucca e ad altri, Michael Lindsay-Hogg ha fondato la company londinese Hoffman, Barney & Foscari Ltd, società multidivisionale delle Arti e della Comunicazione, presentando al mondo il film, scritto e diretto da Glauco Della Sciucca, Humanism!, film che - così come l'intera HBF - supporta a livello mondiale Meat Free Monday, la campagna etica lanciata da Paul, Mary e Stella McCartney.

## Vita privata
Sposatosi con Lucy Mary Davies – che dopo il divorzio sarebbe divenuta Lady Snowdon –, a fine anni sessanta Lindsay-Hogg iniziò una relazione sentimentale con l'attrice Jean Marsh che durò dieci anni.

## Filmografia

### Cinema
- The Rolling Stones Rock and Roll Circus – documentario  (1968)
- Let It Be - Un giorno con i Beatles (Let It Be) – documentario (1970)
- Cattive abitudini (Nasty Habits) (1977)
- The Sound of Murder (1982)
- Neil Young in Berlin – documentario (1983)
- Attenti al ladro! (The Object of Beauty) (1991)
- Celebration: The Music of Pete Townshend and The Who – documentario (1994)
- Frankie delle stelle (Frankie Starlight) (1995)
- Guy - Gli occhi addosso (Guy) (1997)
- Waiting for Godot[13] (2001)

### Televisione
- Ready, Steady, Go! – serie TV (1965)
- The Informer – serie TV (1966-1967)
- The Gamblers – serie TV, 1 episodio (1967)
- A Man of our Times – serie TV, 3 episodi (1968)
- The Ronnie Barker Playhouse – serie TV, 6 episodi (1968)
- Half Hour Story – serie TV, 7 episodi (1968)
- The Company of Five – serie TV, 2 episodi (1968)
- Journey to the Unknown – serie TV, 1 episodio (1969)
- W. Somerset Maugham – serie TV, 1 episodio (1970)
- Budgie – serie TV, 12 episodi (1971-1972)
- A Touch of Eastern Promise – cortometraggio televisivo (1973)
- ITV Saturday Night Theatre – serie TV, 3 episodi (1973)
- Gli invincibili (The Protectors) – serie TV, 3 episodi (1973)
- La caduta delle aquile (Fall of Eagles) – serie TV, 1 episodio (1974)
- Seven Faces of Woman – serie TV, 1 episodio (1974)
- Occupations – film TV (1974)
- Affairs of the Heart – serie TV, 2 episodi (1974)
- Play for Today – serie TV, 7 episodi (1975)
- Bill Brand – serie TV, 3 episodi (1971-1975)
- BBC2 Play of the Week – serie TV, 1 episodio (1977)
- BBC Play of the Month – serie TV, 2 episodi (1974-1978)
- Visions – serie TV, 1 episodio (1979)
- Brideshead Revisited (Brideshead Revisited) – serie TV, 5 episodi (1981)
- Simon and Garfunkel: The Concert in Central Park – documentario TV (1982)
- Quando si ama (Loving) – serie TV, 1 episodio (1983)
- Faerie Tale Theatre – serie TV, 1 episodio (1984)
- Il dottor Fisher di Ginevra (Dr. Fisher of Geneva) – film TV (1985)
- 'Master Harold'... and the Boys – film TV (1985)
- Great Performances – serie TV, 1 episodio (1985)
- Tall Tales & Legends – serie TV, 1 episodio (1985)
- As Is – film TV (1986)
- Nazi Hunter: The Beate Klarsfeld Story – film TV (1986)
- La piccola fiammiferaia (The Little Match Girl) – film TV (1987)
- Paul Simon, Graceland: The African Concert - TV documentario (1988)
- Assassinio sulla Luna (Murder on the Moon) – film TV (1989)
- Trying Times – serie TV, 2 episodi (1987-1989)
- Nightmare Classics – serie TV, 1 episodio (1989)
- The Habitation of Dragons – film TV (1992)
- Running Mates – film TV (1992)
- Marsalis on Music – serie TV, 4 episodi (1995)
- La vera storia di Ivana Trump (For Love Alone: The Ivana Trump Story) – film TV (1996)
- Alone (Film TV) (1997)
- Due di noi - The Beatles (Two of Us) – film TV (2000)